# Baltasar da Silveira
Carlos Baltasar da Silveira (Salvador, 6 de junho de 1842 — Rio de Janeiro, 3 de maio de 1913) foi um militar e político brasileiro.

## Biografia
Nasceu em Salvador, no estado da Bahia, no dia 6 de junho de 1842, filho de Dom Augusto Baltasar da Silveira e Constança Perpétua Pinto Pacca Baltasar da Silveira, era sobrinho de Dom Francisco Baltasar da Silveira e tetraneto de Dom Brás Baltasar da Silveira . Assentou praça de aspirante a guarda-marinha em 4 de março de 1858, participando da campanha do Paraguai, onde recebeu várias condecorações e medalhas, entre as quais (Comendador) da Imperial Ordem da Rosa,  Imperial Ordem de São Bento de Avis (Grã -Cruz), Imperial Ordem do Cruzeiro (Cavaleiro), (Oficial) da Imperial Ordem de Cristo, Medalha Geral da Campanha do Paraguai com passador de ouro e inscrição nº 3 (cinco anos de guerra), Medalha de Honra Militar com dois passadores, Medalha de Bravura, Medalha de Ouro da República Argentina, Medalha do Mérito Militar.

Foi capitão do porto da cidade do Rio de Janeiro, comandou o Encouraçado Barroso, das Corvetas Niterói e Guanabara, da Divisão de Cruzadores, foi chefe do Estado-Maior da Armada e ministro da Marinha do Brasil. Membro do Conselho do Imperador, onde atingiu o posto de almirante.

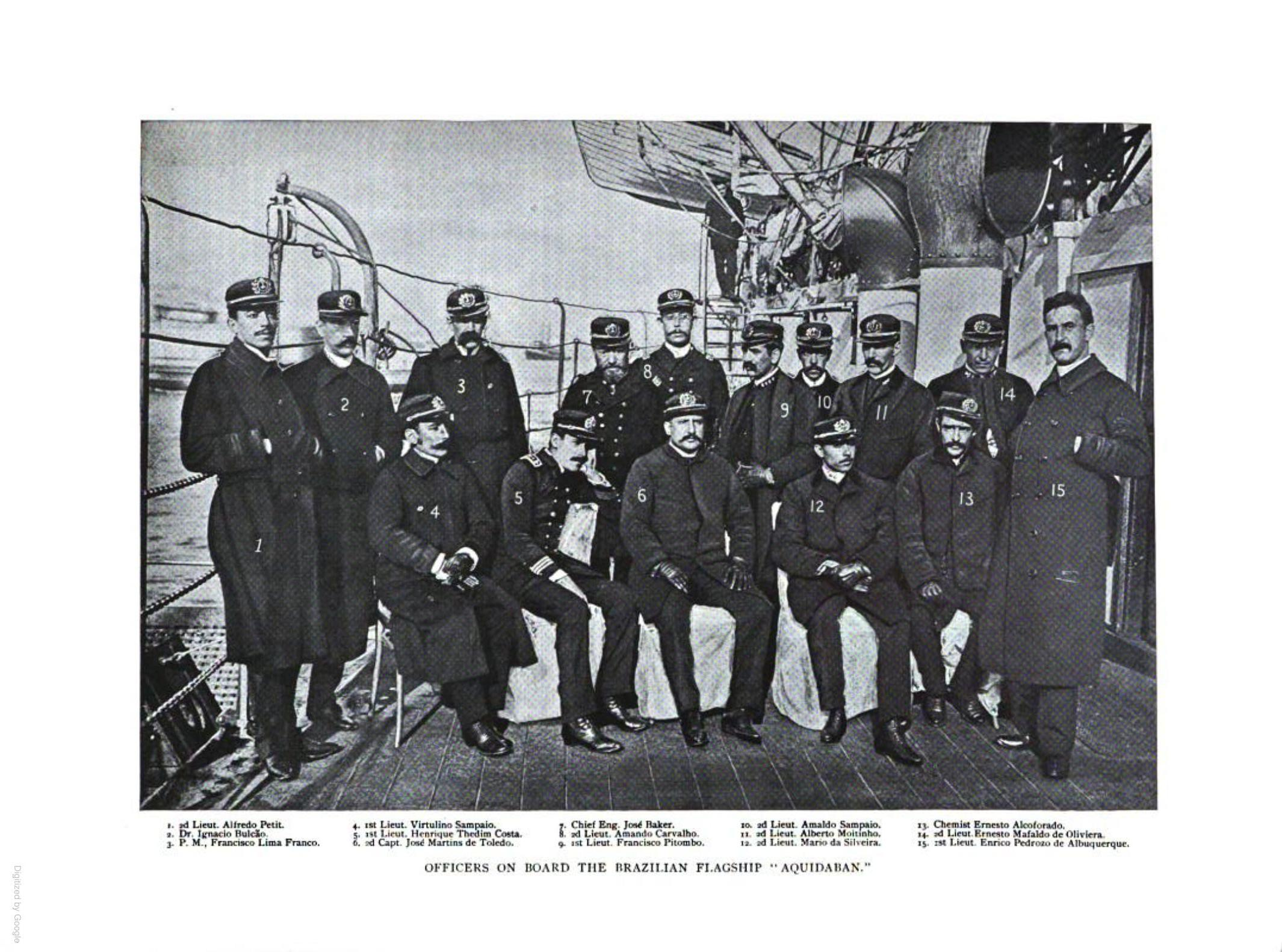
Tripulação do Encouraçado Aquidabã em Nova Iorque, 1890.

No final de 1889, recebeu a incumbência de levar ao governo dos Estados Unidos da América os agradecimentos pelo governo do Brasil do pronto reconhecimento por parte dos americanos do regime republicano recém-instaurado. Nesta viagem, em dezembro de 1890, comandou uma divisão naval do encouraçado Aquidabã e da corveta Guanabara para Nova Iorque, onde dentre alguns assuntos tratados, em conversações reservadas, indagou a necessidade do Brasil, com o empenho dos Estados Unidos de fortificarem os "gigantes do Sul", livre das influências europeias, especialmente a britânica (fruto da herança da coroa portuguesa).
Foi convidado por carta do marechal Floriano Peixoto para o governo do estado do Rio de Janeiro a 11 de dezembro de 1891 e recebeu a aclamação do povo em Niterói, então capital do Rio de Janeiro. Reviu então todos os atos administrativos de Francisco Portela, que havia sido nomeado por Deodoro da Fonseca, e dissolveu a Assembléia Legislativa, que havia se reunido e promulgado uma constituição estadual provisória em 19 de outubro de 1890, devido a uma suspeita de fraude na eleição. Logo após, convocou eleições para uma nova constituinte em janeiro de 1892. A segunda Constituição fluminense foi promulgada em 9 de abril daquele ano. Estabelecido o mandato presidencial de três anos, Baltasar foi eleito pela Assembleia Legislativa para governar o estado, em caráter provisório, até a posse de José Tomás da Porciúncula, que ocorreu em 3 de maio de 1892.
Teve publicada as obras Campanha do Paraguai: a Marinha Brasileira pela Tipografia do Jornal do Commércio, em 1900, e A Revolta de 1893: um depoimento, em 1890. Faleceu na então capital federal, em 3 de maio de 1913, que de Ruy Barbosa merece as sóbrias palavras: "Seu nome sempre foi puro. Sua inteligência não tem negadores."

## Genealogia
|  |                                                     |  |  |  |  |  |  |  |  |  |  |  |  |  |  |  |
|  | D. Luis Tomé da Silveira                            |  |  |  |  |  |  |  |  |  |  |  |  |  |  |  |
|  |                                                     |  |  |  |  |  |  |  |  |  |  |  |  |  |  |  |
|  |                                                     |  |  |  |  |  |  |  |  |  |  |  |  |  |  |  |
|  | Carlos Baltasar da Silveira (1728-1807)             |  |  |  |  |  |  |  |  |  |  |  |  |  |  |  |
|  |                                                     |  |  |  |  |  |  |  |  |  |  |  |  |  |  |  |
|  |                                                     |  |  |  |  |  |  |  |  |  |  |  |  |  |  |  |
|  | Francisca de Portugal e Meneses Corrêa Lacerda      |  |  |  |  |  |  |  |  |  |  |  |  |  |  |  |
|  |                                                     |  |  |  |  |  |  |  |  |  |  |  |  |  |  |  |
|  |                                                     |  |  |  |  |  |  |  |  |  |  |  |  |  |  |  |
|  | Cel. D. Luís Baltasar da Silveira (1778-1860)       |  |  |  |  |  |  |  |  |  |  |  |  |  |  |  |
|  |                                                     |  |  |  |  |  |  |  |  |  |  |  |  |  |  |  |
|  |                                                     |  |  |  |  |  |  |  |  |  |  |  |  |  |  |  |
|  | Ana Michaela Joaquina Ribeiro Guimarães (1757-1823) |  |  |  |  |  |  |  |  |  |  |  |  |  |  |  |
|  |                                                     |  |  |  |  |  |  |  |  |  |  |  |  |  |  |  |
|  |                                                     |  |  |  |  |  |  |  |  |  |  |  |  |  |  |  |
|  | D. Augusto Baltasar da Silveira (1812-1851)         |  |  |  |  |  |  |  |  |  |  |  |  |  |  |  |
|  |                                                     |  |  |  |  |  |  |  |  |  |  |  |  |  |  |  |
|  |                                                     |  |  |  |  |  |  |  |  |  |  |  |  |  |  |  |
|  | Joana Maria Vasconcelos de Araújo (1782-1844)       |  |  |  |  |  |  |  |  |  |  |  |  |  |  |  |
|  |                                                     |  |  |  |  |  |  |  |  |  |  |  |  |  |  |  |
|  |                                                     |  |  |  |  |  |  |  |  |  |  |  |  |  |  |  |
|  | Alm. D. Carlos Baltasar da Silveira (1842-1913)     |  |  |  |  |  |  |  |  |  |  |  |  |  |  |  |
|  |                                                     |  |  |  |  |  |  |  |  |  |  |  |  |  |  |  |
|  |                                                     |  |  |  |  |  |  |  |  |  |  |  |  |  |  |  |
|  | Brig. Manuel Joaquim Pinto Pacca (1789-1864)        |  |  |  |  |  |  |  |  |  |  |  |  |  |  |  |
|  |                                                     |  |  |  |  |  |  |  |  |  |  |  |  |  |  |  |
|  |                                                     |  |  |  |  |  |  |  |  |  |  |  |  |  |  |  |
|  | Constança Perpétua Pinto Pacca (1819-1912)          |  |  |  |  |  |  |  |  |  |  |  |  |  |  |  |
|  |                                                     |  |  |  |  |  |  |  |  |  |  |  |  |  |  |  |
|  |                                                     |  |  |  |  |  |  |  |  |  |  |  |  |  |  |  |
|  | Felicidade Perpétua Pacca                           |  |  |  |  |  |  |  |  |  |  |  |  |  |  |  |
|  |                                                     |  |  |  |  |  |  |  |  |  |  |  |  |  |  |  |
|  |                                                     |  |  |  |  |  |  |  |  |  |  |  |  |  |  |  |